# كارل ليندبرغ
كارل ليندبرغ (بالدنماركية: Carl Lindberg)‏ (28 يناير 1904 – 7 أكتوبر 1984) هو ملاكم دنماركي راحل، مثّل بلاده في الألعاب الأولمبية الصيفية 1924.

## روابط خارجية
كارل ليندبرغ على موقع أوليمبيديا (الإنجليزية)